# Manuel de Ovalle Ureta
Manuel de Ovalle Ureta (Santiago de Chile, 1675 - 1736) fue un jesuita y filósofo chileno. Es uno de los representantes del aristotelismo en el Chile colonial.

## Biografía
Nació en Santiago de Chile, siendo sobrino directo del historiador y sacerdote español Alonso de Ovalle. Ingresó a la Compañía de Jesús en marzo de 1690, apareciendo dos años después como seminarista. Entre 1693 y 1695, cursó la cátedra de artes. Iniciaría su sacerdocio en 1699.
Llegó a ser Rector del Convictorio de San Francisco Javier durante tres años (1713-1715) y más tarde, en 1726, sería Rector del Colegio de Concepción. Realizaría labores de formación filosófica en el Colegio Máximo San Miguel, dictando lógica, física y metafísica aristotélica (1705-1707). De los materiales elaborados para estas clases emergería su obra Logicæ, Physicæ et Metaphysicæ Certamen.
Por designio de IV Congreso Provincial, Ovalle Ureta viajó a Europa. Entre 1719 y 1724, sirvió como Procurador de la Provincia chilena. Por encargo de Juan Bitterich, él y P. Lorenzo del Castillo (también procurador provincial) se dirigieron a Roma con la misión de traer jóvenes de la Compañía de Jesús de Alemania, con conocimientos de carpintería, albañilería y escultura; obteniendo de las provincias alemanas 3 Padres y 15 hermanos novicios. Arribaron a Santiago el 4 de febrero de 1724. Ese mismo año, negociaría con el obispo de Concepción Juan de Nicolalde la creación de las Facultades de Filosofía y Teología en dicha ciudad.
Llegó a tener una participación importante en el proceso inquisitorial contra su correligionario, el P. Juan Francisco de Ulloa. Falleció en 1736.

## Obra
- Logicæ, Physicæ et Metaphysicæ Certamen (1705-1707).

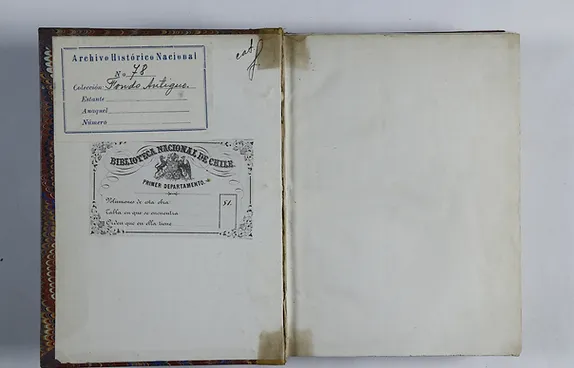
Manuel de Ovalle S. J., Logicæ, Physicae, Metaphysicae & Animasticae Certamen, 1705-1707 (v. 78, Fondo Antiguo, Archivo Nacional Histórico, Santiago de Chile, ff. 1r-304v).

Abel Aravena Zamora detalla esta obra de la siguiente manera:

Curso trienal, dictado en el Colegio Máximo San Miguel de Santiago de Chile, que aborda el período 1705-1707. Luego de un brevísimo proemio (fol. 1r), la primera parte consiste en una nota sobre las operaciones y actos del intelecto (fols. 2r19r), las Súmulas, introductorias al estudio de la lógica. Luego, viene el estudio de la Lógica propiamente dicha (fols.20r-91r), que incluye los proemiales, el análisis de los universales y los postpredicables. Siguen luego los contenidos de la Física (fols. 92r-196r), en los que comenta los ocho libros del Estagirita, aunque aquí Ovalle estudia en un único capitulo los libros tres y cinco de la obra del Filósofo. En la tercera parte, el jesuita estudia la Metafísica (fols. 197r-247r), en siete disputaciones. Y, en la última parte de la obra, Ovalle estudia en doce disputaciones los contenidos del tratado Acerca del alma (fols. 248r-302r), finalizando el curso el 23 de agosto de 1707. Resulta interesante destacar que hemos identificado como una copia de las dos últimas partes de las clases de Ovalle (metafísica y animástica) la pieza 1 del anónimo volumen 84 del fondo antiguo del ANH.

Se preserva además una copia anónima de parte de sus enseñanzas (Metaphysica y De anima) en el volumen 84 del fondo antiguo del Archivo Nacional Histórico con el título genérico de Philosophia Scholastica.